# BR-433
A BR-433 é uma rodovia federal de ligação brasileira, que interliga a BR-401 (Km 183 da estrada Boa Vista–Normandia) à BR-174 (Km 676,5 da estrada Manaus–Venezuela), num total de 191 quilômetros sem pavimentação.
Está totalmente localizada no estado de Roraima, no extremo norte do País. Em seu trajeto, que se inicia na cidade de Normandia, possui entrocamentos com a estradas estaduais RR-171, RR-319 e RR-407. Dá acesso ainda ao Lago Caracaranã, tido como um dos principais destinos turísticos de Roraima.
Era inicialmente conhecida por RR-202, sendo recentemente federalizada. A decisão do Supremo Tribunal Federal em demarcar a reserva indígena Raposa Serra do Sol de modo contínuo, praticamente esvaziou a agropecuária da região e também expulsou os não-índios (muitos dos quais até hoje não foram indenizados), reduzindo consideravelmente o tráfego de veículos na rodovia.

## Localidades atendidas
Segue relação de comunidades cortadas pela BR-433.
 Município de Pacaraima
- Vila do Surumu
- Comunidade indígena Taxi
- Comunidade do Contão

 Município de Uiramutã
- Sede municipal
- Comunidade do Socó
- Vila Pereira

 Município de Normandia
- Sede municipal